# Kriegerdenkmal Nemsdorf

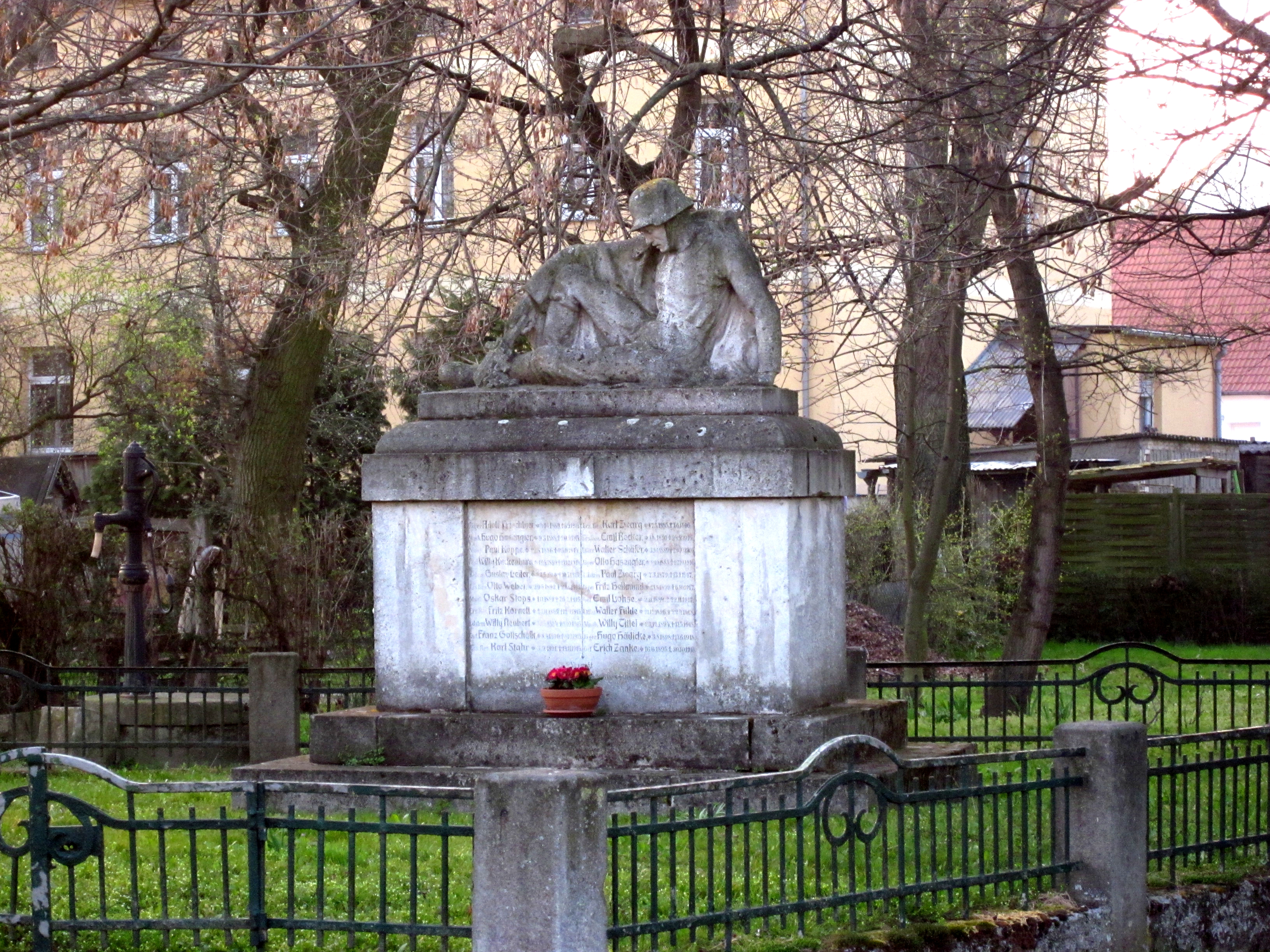
Kriegerdenkmal Nemsdorf (2014)

Das Kriegerdenkmal Nemsdorf ist ein denkmalgeschütztes Kriegerdenkmal in Nemsdorf-Göhrendorf im Saalekreis in Sachsen-Anhalt, welches an der Hauptstraße / Ecke Denkmal (Straße) zu finden ist. Im Denkmalverzeichnis von Sachsen-Anhalt ist die Gedenkstätte unter der Erfassungsnummer 094 16940 als Baudenkmal aufgeführt.

## Gestaltung
Das freistehende Denkmal ist ausgeführt in Form eines quaderförmigen Muschelkalk-Monoliths auf einem mehrstufigen Postament. Auf dem Monolith ruht die Figur eines erschöpften Soldaten. Unter dem Soldaten befindet sich ein Relief eines Eisernen Kreuzes und auf dem Quader Inschriften sowie die Namen von Gefallenen und Vermissten des Ersten und Zweiten Weltkriegs aus Nemsdorf.
Geschaffen wurde es vom Bildhauer Otto aus Lodersleben im Jahr 1921. Die schmiedeeiserne Einfriedung stammt aus der Zeit der Errichtung.
Inschriften
Den im Weltkrieg 1914–1918
Gefallenen Helden in Dankbarkeit
Gewidmet von der Gemeinde Nemsdorf
Den Gefallenen zur Ehre
Den Zurückgekehrten zur Erinnerung
Den Kommenden zur Mahnung
IM 2. WELTKRIEG
GEFALLENE ODER VERMISSTE AUS NEMSDORF